# Adama Niane
Adama Niane (Bamako, 16 giugno 1993) è un calciatore maliano, attaccante del Gokulam Kerala.

## Carriera

### Club
Dopo diversi anni nelle giovanili dello	Yeelen Olympique, ha esordito in prima squadra nella stagione 2010-2011, nella quale ha segnato 17 gol in 14 presenze nella seconda serie del Mali. Nell'estate del 2011 passa al Nantes, con cui segna 25 gol in 26 partite nella squadra Under-19. Nella stagione 2012-2013 ha giocato una partita nella Coppa di Lega francese ed una partita in Ligue 2, la seconda serie francese. Nella stagione 2014-2015 esordisce in Ligue 1, categoria in cui colleziona 3 presenze per complessivi 63 minuti di gioco.
Nell'estate del 2016 si trasferisce in prestito al Troyes, formazione di Ligue 2, campionato di cui vince il titolo di capocannoniere e nel quale la sua squadra conquista la promozione in Ligue 1, categoria nella quale Niane milita nella stagione 2017-2018. Dal 2018 al 2020 gioca nella prima divisione belga, prima con la maglia del Charleroi e poi con quella dell'Ostenda. Nel biennio seguente milita invece nella seconda divisione francese, categoria in cui veste le maglie prima del Sochaux e poi, in prestito per mezza stagione, del Dunkerque. Nella stagione 2022-2023 gioca 23 partite senza mai segnare nella prima divisione iraniana con il Nassaji Mazandaran, mentre l'anno seguente realizza 4 reti in 18 partite di campionato giocate con il Kəpəz, club della prima divisione azera.

### Nazionale
Nel 2013 ha segnato 2 gol in 4 partite nella Coppa d'Africa Under-20 ed un gol in 3 partite nel Mondiale Under-20 disputato in Turchia, nel quale la sua nazionale ha chiuso la fase a gironi al quarto posto in classifica.
Nel 2016 segna 2 reti in 3 partite con l'Under-23 al Torneo di Tolone.
Nel 2017 esordisce con la nazionale maggiore, giocandoci in totale 7 partite (senza mai segnare) nell'arco di un biennio.

## Palmarès

### Individuale
- Capocannoniere della Ligue 2: 1

2016-2017 (23 gol)